# Ceiba insignis
Ceiba insignis là một loài thực vật có hoa trong họ Cẩm quỳ. Loài này được (Kunth) P.E.Gibbs & Semir mô tả khoa học đầu tiên năm 1988.